# Medidas de apoio de guerra eletrônica

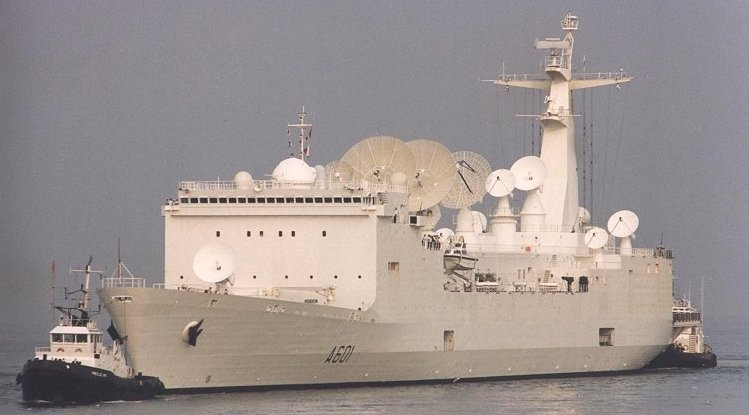
O navio francês FS Monge, especializado em SIGINT.

É a divisão da guerra eletrônica que abrange as ações de busca de interceptação, monitoração, localização eletrônica, análise, registro e difusão de informações sobre fontes de irradiação de energia eletromagnética, com o propósito de imediato reconhecimento de uma ameaça, ou a posterior utilização para atividades de inteligência.